# 揖斐陣屋
揖斐陣屋（いびじんや）は岐阜県揖斐郡揖斐川町（美濃国大野郡三輪）にあった陣屋である。元々は1343年（興国4年）に築かれ、1547年（天文16年）に廃城された揖斐城（城台山山頂）の麓に築かれた城（この城も揖斐城という）を改修した陣屋である。

## 概要
1600年（慶長5年）、関ヶ原の戦いで功績をあげた西尾光教が、曽根城から揖斐に移ったさい、旧揖斐城の麓に新たな揖斐城を築き、揖斐藩3万石をおこす。
1623年（元和9年）、揖斐藩2代藩主西尾嘉教が亡くなる。嗣子が無かったため揖斐藩は取り潰され、幕府領となる。
1631年（寛永8年）、旗本岡田善同（岡田将監）5,300石の領地となり、西尾光教が築いた揖斐城を改修。揖斐陣屋となる。揖斐陣屋は1868年（明治元年）まで存続する。
現在その跡地は揖斐小学校と民有地となり、石碑のみが残る。

## 所在地
- 岐阜県揖斐郡揖斐川町三輪北新町

## 交通機関
- 揖斐川町コミュニティバス「揖斐川町」バス停下車、徒歩5分。
- 養老鉄道揖斐駅より、徒歩25分。